# 東京都道128号東村山東大和線

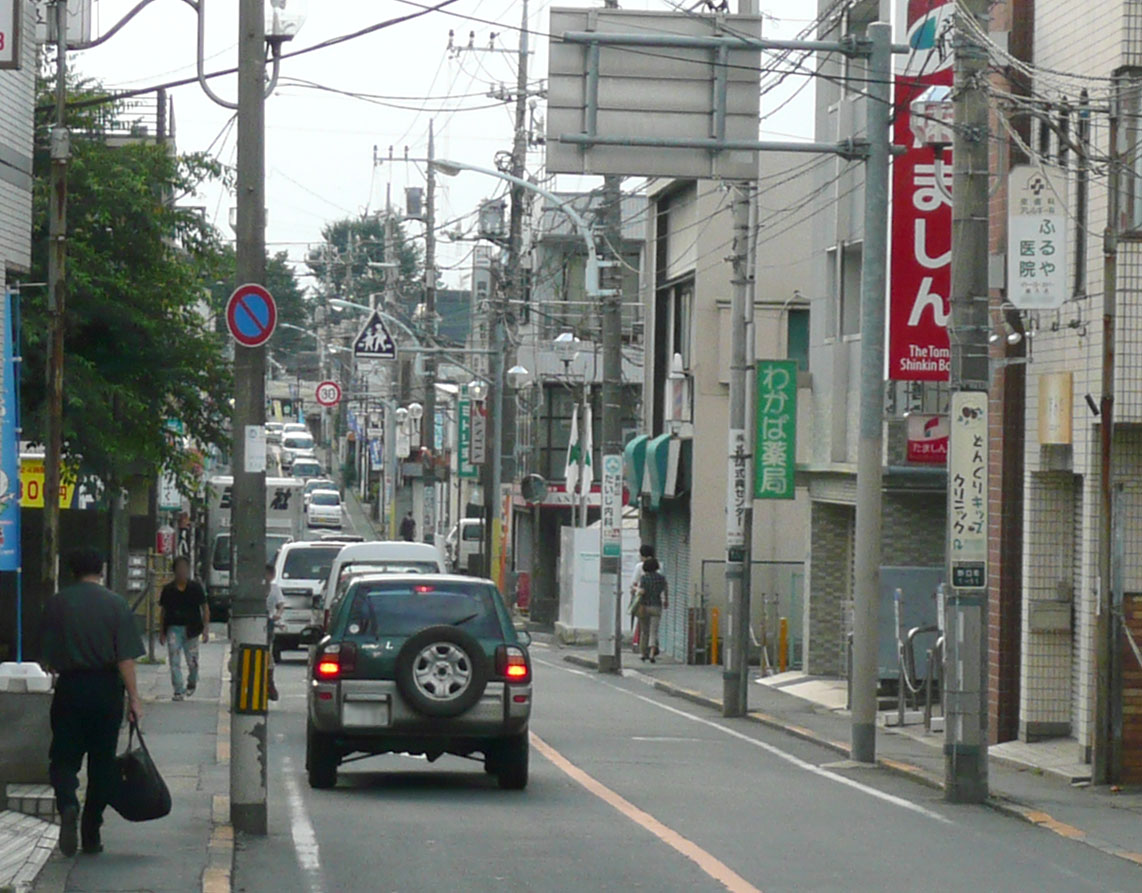
東京都道128号（東村山駅西口付近、2011年8月）

東京都道128号東村山東大和線（とうきょうとどう128ごう ひがしむらやまひがしやまとせん）は、東京都東村山市本町から東大和市奈良橋に至る一般都道である。起点の本町二丁目交差点から西武新宿線・西武西武園線と交差する東村山駅付近の東村山第1号踏切先までは東大和方面への一方通行区間である。

## 概要
- 起点：東村山市本町二丁目交差点[1]（東京都道16号立川所沢線交点）
- 終点：東大和市奈良橋交差点[3]（東京都道5号新宿青梅線交点）

(一方通行区間)
- 一方通行区間 起点：東村山市本町二丁目交差点[1]（都道128号起点に同じ、東京都道16号立川所沢線交点）
- 一方通行区間 終点：東村山市本町二丁目 東村山第1号踏切先[2][4]

## 交通状況
平成22年度（2010年度）時点での、道路交通センサスによる東村山東大和線の交通データは以下のとおりである。
- 大型車：619台、小型車：7,937台、自転車類：852台、歩行者類：4,044人（いずれも12時間計）。
- 車道部：6.75m、歩道部：0.00m、車線数：2。

（観測地点：東大和市清水2）

## 通過する自治体
- 東京都
  - 東村山市 - 東大和市

## 交差する主な道路
- 東京都道16号立川所沢線（府中街道）（本町二丁目交差点[1]、起点地点）
- 東京都道253号保谷狭山自然公園自転車道線（多摩湖自転車歩行者道）（武蔵大和駅西交差点[6]）
- 東京都道5号新宿青梅線（青梅街道）（奈良橋交差点[3]、終点地点）

## 周辺の施設
- 東村山駅（西武新宿線・西武西武園線）
- 武蔵大和駅（西武多摩湖線）
- 東京都立狭山自然公園

## バス路線
西武バスの立川営業所である立35・立35-1・東大和35系統のバスが、東村山駅の西口から武蔵大和駅付近を経由し、都道5号との交差する奈良橋交差点までの当道全線を走っている（行き先は奈良橋から先の立川駅や東大和市駅など）。